# Хиракава, Рё
Рё Хиракава (род. 7 марта 1994, Куре, Хиросима) — японский автогонщик, двукратный чемпион мира по автогонкам на выносливость (2022, 2023), чемпион Super GT (2017), победитель гонки «24 часа Ле-Мана» (2022).

## Карьера
Родился 7 марта 1994 года в Куре, префектура Хиросима. В возрасте тринадцати лет начал гоночную карьеру в картинге. В 2008 году выиграл Всеяпонский чемпионат по картингу среди юниоров. В 2009 году начал выступать в классе KF2; занял третье место во Всеяпонском чемпионате по картингу и 32-е — в Азиатско-Тихоокеанском чемпионате.
После окончания Formula Toyota Racing School в 2010 году дебютировал в Formula Challenge Japan, где дважды поднявшись на подиум, занял шестое место в личном зачёте. Также в качестве приглашенного гонщика принял участие в трех заключительных этапах Тихоокеанской Формулы-БМВ, где его лучшим результатом стало четвёртое место в Окаяме.
В сезоне 2011 года, шесть раз поднявшись на подиум и выиграв этап в Фудзи, стал вице-чемпионом серии.
В 2012 году параллельно Formula Challenge Japan, участвовал во Всеяпонском чемпионате Формулы-3 и в Porsche Carrera Cup Japan. Во Всеяпонском чемпионате Формулы-3 в первых девяти гонках одержал семь побед, включая дебютную, стал чемпионом серии на двенадцатом этапе в Суго. После завершения сезона Формулы-3 дебютировал на Гран-при Макао в составе команды RSS, квалифицировался 24-м, но сошел с дистанции из-за столкновения. В Porsche Carrera Cup Japan, выиграв семь гонок подряд, за два этапа до окончания сезона, стал чемпионом серии. В своем третьем сезоне Formula Challenge Japan выиграл пять гонок и десять раз поднялся на подиум. По итогам сезона, набрав с Нобухару Мацуситой одинаковое количество очков, но уступив по количеству вторых мест, второй раз подряд стал вице-чемпионом серии.

### Супер-Формула
В 2013 году Хиракава присоединился к программе поддержки молодых гонщиков Toyota (TDP) и дебютировал в Супер-Формуле в составе команды Team LeMans. Свой первый сезон закончил на 11-м месте, показав лучший результат — четвёртое место в финальной гонке на трассе Судзука. В том же году в составе команды Dale Coyne Racing провел тесты за рулем машины IndyCar на автодроме Сонома.
В 2014 году впервые поднялся на подиум, заняв второе место на этапе в Фудзи Спидвей. По итогам сезона занял восьмое место в личном зачёте. В 2015 году Хиракава продолжил сотрудничество с командой Team LeMans, где к нему присоединился бывший гонщик Формулы-1 Камуи Кобаяси. Пять раз попав в восьмерку сильнейших, завершил сезон на восьмом месте.

### Super GT
В Super GT Хиракава дебютировал в 2014 году в составе команды TOM's, заменив на две гонки Кадзуки Накадзиму. В обеих гонках финишировал в первой десятке.
В 2015 году присоединился к команде на постоянной основе, выступал за рулем автомобиля № 37 вместе с Андреа Кальдарелли. Свою первую победу одержал на третьем этапе сезона в Окаяме, вторую — в финальной гонке в Мотеги. По итогам сезона экипаж занял пятое место в личном зачёте чемпионата. В сезоне 2016 года напарником Хиракавы стал Джеймс Росситер. За восемь гонок они дважды поднимались на подиум, но по итогам сезона в личном зачёте заняли лишь девятое место. В 2017 году напарником Хиракавы стал Ник Кэссиди. Они одержали две победы за сезон и стали чемпионами серии.
В 2018 году действующие чемпионы одержали единственную победу на предпоследнем этапе в Автополисе. По результатам сезона, набрав 75 очков, Хиракава стал вице-чемпионом Super GT.
В 2019 году Хиракава и Кэссиди вновь стали вице-чемпионами серии, проиграв всего лишь два очка 6 экипажу команды Team LeMans. В том же году принял участие в первой гонке последнего этапа сезона DTM 2019 года на трассе Хоккенхаймринг; квалифицировался двадцатым, финишировал на 13 месте.

### Европейская серия Ле-Ман
В феврале 2016 года Toyota Gazoo Racing объявила, что Хиракава примет участие в Европейской серии Ле-Ман (ELMS) в классе LMP2. В начале марта вместе с Пьером Тирье и Матиас Бешем утверждён в качестве пилота 7 экипажа команды Thiriet by TDS Racing. В том же году впервые принял участие в гонке «24 часа Ле-Мана» и вплоть до аварии, произошедшей рано утром в воскресенье, претендовал на подиум в классе LMP2.
В 2017 году Хиракава присоединился к 22 экипажу команды G-Drive Racing. Его напарниками стали Лео Руссель и Мемо Рохас. Экипаж финишировал вторым на первом этапе и выиграл второй этап. Из-за плотного графика Хиракава пропустил следующие два этапа.

### Чемпионат мира по автогонкам на выносливость
В начале декабря 2021 года Хиракава утверждён в качестве пилота Toyota Gazoo Racing на сезон 2022 года. Он заменил Кадзуки Накадзиму, который после ухода из автоспорта занял одну из руководящих должностей в Toyota Gazoo Racing Europe.

## Результаты выступлений

### Статистика
| Сезон      | Серия                           | Команда                   | Гонки | Победы | Поулы | БК | Подиумы | Очки | Место |
| ---------- | ------------------------------- | ------------------------- | ----- | ------ | ----- | -- | ------- | ---- | ----- |
| 2010       | Formula Challenge Japan         |                           | 11    | 0      | 0     | 1  | 2       | 17   | 6     |
| 2010       | Тихоокеанская Формула-БМВ       | Asia Racing Team          | 3     | 0      | 0     | 0  | 0       | 0    | НК†   |
| 2011       | Formula Challenge Japan         |                           | 13    | 1      | 1     | 0  | 10      | 73   | 2     |
| 2012       | Японская Формула-3              | RSS                       | 15    | 7      | 7     | 5  | 13      | 118  | 1     |
| 2012       | Formula Challenge Japan         |                           | 12    | 5      | 4     | 4  | 10      | 91   | 2     |
| 2012       | Гран-при Макао                  | KCMG by RSS               | 1     | 0      | 0     | 0  | 0       | —    | НК    |
| 2012       | Porsche Carrera Cup Japan       | GARMIN Porsche            | 12    | 7      | 6     | ?  | 9       | ?    | 1     |
| 2013       | Супер-Формула                   | Kygnus Sunoco Team LeMans | 7     | 0      | 0     | 2  | 0       | 9    | 11    |
| 2014       | Супер-Формула                   | Kygnus Sunoco Team LeMans | 9     | 0      | 0     | 0  | 1       | 16,5 | 8     |
| 2014       | Super GT                        | Lexus Team Petronas TOM’S | 2     | 0      | 0     | 0  | 0       | 8    | 11    |
| 2015       | Супер-Формула                   | Kygnus Sunoco Team LeMans | 8     | 0      | 0     | 0  | 0       | 13   | 8     |
| 2015       | Super GT                        | Lexus Team KeePer TOM’S   | 8     | 2      | 2     | 0  | 2       | 56   | 5     |
| 2016       | Европейская серия Ле-Ман — LMP2 | Thiriet by TDS Racing     | 5     | 2      | 1     | 0  | 3       | 70   | 5     |
| 2016       | Super GT                        | Lexus Team KeePer TOM’s   | 2     | 0      | 1     | 0  | 2       | 27   | 9     |
| 2017       | Европейская серия Ле-Ман — LMP2 | G-Drive Racing            | 4     | 2      | 0     | 0  | 3       | 73   | 4     |
| 2017       | Super GT                        | Lexus Team KeePer TOM’S   | 8     | 2      | 1     | 0  | 4       | 84   | 1     |
| 2018       | Super GT                        | Lexus Team KeePer TOM’S   | 8     | 1      | 0     | 0  | 4       | 75   | 2     |
| 2018       | Супер-Формула                   | Itochu Enex Team Impul    | 6     | 0      | 1     | 0  | 2       | 17   | 5     |
| 2019       | Super GT                        | Lexus Team KeePer TOM’S   | 8     | 1      | 0     | 0  | 4       | 83   | 2     |
| 2019       | DTM                             | Lexus Team KeePer TOM’S   | 1     | 0      | 0     | 0  | 0       | 0    | НК†   |
| 2019       | Супер-Формула                   | Itochu Enex Team Impul    | 7     | 1      | 1     | 0  | 1       | 12   | 10    |
| 2019       | Super Taikyu — ST-3             | Le Beausset Motorsports   | 2     | 0      | 0     | 0  | 1       | 92‡  | 4‡    |
| 2020       | Super GT                        | TGR Team KeePer TOM’S     | 8     | 1      | 2     | 2  | 2       | 67   | 2     |
| 2020       | Супер-Формула                   | Itochu Enex Team Impul    | 7     | 1      | 2     | 0  | 2       | 60   | 2     |
| 2021       | Super GT                        | TGR Team KeePer TOM’S     | 8     | 0      | 1     | 1  | 3       | 46   | 7     |
| 2021       | Супер-Формула                   | Carenex Team Impul        | 6     | 0      | 0     | 0  | 2       | 46   | 4     |
| 2022       | FIA WEC — Hypercar              | Toyota Gazoo Racing       | 6     | 2      | 2     | 0  | 5       | 149  | 1     |
| 2022       | 24 часа Ле-Мана — Hypercar      | Toyota Gazoo Racing       | 1     | 1      | 1     | 0  | 1       | —    | 1     |
| 2022       | Супер-Формула                   | Carenex Team Impul        | 10    | 2      | 0     | 1  | 4       | 87   | 3     |
| 2023       | FIA WEC — Hypercar              | Toyota Gazoo Racing       | 4     | 1      | 1     | 0  | 4       | 107  | 1*    |
| 2023       | 24 часа Ле-Мана — Hypercar      | Toyota Gazoo Racing       | 1     | 0      | 0     | 0  | 1       | —    | 2     |
| 2023       | Супер-Формула                   | Team Impul                |       |        |       |    |         |      |       |
| Источники: |                                 |                           |       |        |       |    |         |      |       |

† — Поскольку Хиракава был приглашенным гонщиком, он не мог получать очки.
‡ — Командный зачёт.
* — Сезон продолжается.

### Формула-1
| Легенда к таблице |                                                                    |
| --- | ------------------------------------------------------------------ |
| В таблице перечислены результаты всех Гран-при Формулы-1, в которых принимал участие гонщик. Строками таблицы являются сезоны, столбцами — этапы чемпионата мира. В каждой клетке указаны сокращённое название этапа и результат, дополнительно обозначенный цветом. Расшифровка обозначений и цветов представлена в нижеследующей таблице. |                                                                    |
| \| Пример \| Описание \| \| ------------ \| ------------------------------------------------------------------ \| \| 1 \| Победитель \| \| 2 \| Второе место \| \| 3 \| Третье место \| \| 5 \| Финишировал, заработав очки \| \| Сход \| Не финишировал, но при этом заработал очки \| \| 12 \| Финишировал, не получив очков \| \| НКЛ \| Финишировал, но не попал в финальную классификацию \| \| 15 \| Участвовал вне зачёта, либо по отдельной классификации \| \| 18 \| Не финишировал, но попал в финальную классификацию \| \| Сход \| Не финишировал \| \| НКВ \| Не прошёл квалификацию \| \| НПКВ \| Не прошёл предквалификацию \| \| ДСК \| Дисквалифицирован \| \| ИСК \| Исключён из протокола соревнований \| \| ТТ \| Заявлен для участия только в тренировках \| \| НС \| Участвовал в квалификации, но не стартовал в гонке \| \| Т \| Травмирован или болен \| \| ОТК \| Отказ от участия \| \| НТР \| Прибыл на соревнования, но на трассу не выезжал \| \| НПР \| Был заявлен в числе участников, но не прибыл к началу соревнований \| \| О \| Соревнования отменены \| \| \| Не участвовал \| \| Поул-позиция \| \| \| Быстрый круг \| \| |                                                                    |
| Пример | Описание                                                           |
| 1 | Победитель                                                         |
| 2 | Второе место                                                       |
| 3 | Третье место                                                       |
| 5 | Финишировал, заработав очки                                        |
| Сход | Не финишировал, но при этом заработал очки                         |
| 12 | Финишировал, не получив очков                                      |
| НКЛ | Финишировал, но не попал в финальную классификацию                 |
| 15 | Участвовал вне зачёта, либо по отдельной классификации             |
| 18 | Не финишировал, но попал в финальную классификацию                 |
| Сход | Не финишировал                                                     |
| НКВ | Не прошёл квалификацию                                             |
| НПКВ | Не прошёл предквалификацию                                         |
| ДСК | Дисквалифицирован                                                  |
| ИСК | Исключён из протокола соревнований                                 |
| ТТ | Заявлен для участия только в тренировках                           |
| НС | Участвовал в квалификации, но не стартовал в гонке                 |
| Т | Травмирован или болен                                              |
| ОТК | Отказ от участия                                                   |
| НТР | Прибыл на соревнования, но на трассу не выезжал                    |
| НПР | Был заявлен в числе участников, но не прибыл к началу соревнований |
| О | Соревнования отменены                                              |
| | Не участвовал                                                      |
| Поул-позиция |                                                                    |
| Быстрый круг |                                                                    |

| Сезон | Команда                | Шасси         | Двигатель                              | Ш | 1   | 2   | 3        | 4        | 5   | 6   | 7   | 8   | 9        | 10  | 11  | 12  | 13  | 14  | 15  | 16  | 17  | 18  | 19  | 20  | 21  | 22  | 23  | 24       | Место | Очки |
| ----- | ---------------------- | ------------- | -------------------------------------- | - | --- | --- | -------- | -------- | --- | --- | --- | --- | -------- | --- | --- | --- | --- | --- | --- | --- | --- | --- | --- | --- | --- | --- | --- | -------- | ----- | ---- |
| 2024  | McLaren F1 Team        | McLaren MCL38 | Mercedes F1 M15 E Performance 1,6 V6 t | P | БАХ | САУ | АВС      | ЯПО      | КИТ | МАЙ | ЭМИ | МОН | КАН      | ИСП | АВТ | ВЕЛ | ВЕН | БЕЛ | НИД | ИТА | АЗЕ | СИН | США | МЕХ | САП | ЛАС | КАТ | АБУ тест | —     | —    |
| 2025  | BWT Alpine F1 Team     | Alpine A525   | Renault E-Tech RE25 1,6 V6 t           | P | АВС | КИТ | ЯПО тест |          |     |     |     |     |          |     |     |     |     |     |     |     |     |     |     |     |     |     |     |          | —     | —    |
| 2025  | MoneyGram Haas F1 Team | Haas VF-25    | Ferrari 066/12 1,6 V6 t                | P |     |     |          | БАХ тест | САУ | МАЙ | ЭМИ | МОН | ИСП тест | КАН | АВТ | ВЕЛ | БЕЛ | ВЕН | НИД | ИТА | АЗЕ | СИН | США | МЕХ | САП | ЛАС | КАТ | АБУ      | —     | —    |